# همس الجواري (فلم)
همس الجواري هو فيلم دراما رومانسي مصري من إخراج نادية حمزة وبطولة يوسف شعبان- ميرفت أمين- فاروق الفيشاوي  صدر الفيلم في 24 أغسطس 1992.

## نبذه
تدور أحداث الفيلم حول مراد الطبيب الجراح الناجح، المنشغل على الدوام عن زوجته نادية وابنته بمستشفاه الخاص وبسبب طبيعة عمله، ويلحق معه في المستشفى طبيب تخدير شاب يدعى أحمد، ويدعوه إلى منزله، وسرعان ما تقع حالة من الانجذاب العاطفي بين أحمد ونادية، والذي تجد فيه إشباعًا كافيًا يعوضها عن غياب زوجها الدائم.

## وصلات خارجية
- مقالات تستعمل روابط فنية بلا صلة مع ويكي بيانات